# Ambassade d'Algérie en Bulgarie
L'ambassade d'Algérie en Bulgarie est la représentation diplomatique de l'Algérie en Bulgarie, qui se trouve à Sofia, la capitale du pays.